# Recht op Recht
Recht op Recht is een Vlaamse advocatenserie van de VRT. De reeks bestaat uit 45 afleveringen, die voor het eerst werden uitgezonden tussen 1998 en 2002. Hierbij werden kijkcijfers tot 1,3 miljoen behaald.

## Concept
Het verhaal speelt zich voornamelijk af in het advocatenkantoor Leduc en Partners, dat geleid wordt door Paul Emile Leduc. Zijn voornaamste medewerker is juriste Chris Haagdoorn, die zich voor misdaadzaken geregeld laat bijstaan door oud-politieman Hugo Van Eyck. Hij laat haar trouwens ook buiten het werk ook allesbehalve onberoerd. Omdat het voor advocaten niet is toegestaan om speurwerk te verrichten, is de officiële titel van Hugo binnen het kantoor 'administratief verantwoordelijke'. Andere medewerkers van het kantoor zijn advocaten Luc Lievens en Gabriël Nukerke, alsook secretaresse Jessie Vinck.

## Rolverdeling
- Chris Haagdoorn - Veerle Dobbelaere
- Hugo Van Eyck - Filip Peeters
- Gabriël Nukerke - Stany Crets (seizoen 1 & 2)
- Luc Lievens - Robbie Cleiren
- Paul-Emile Leduc - Tuur De Weert
- Louise Haagdoorn - Blanka Heirman
- Jessie Vinck - Pascale Michiels
- Stanny Michel - Damiaan De Schrijver (terugkerende gastrol)

## Seizoenen
| Seizoen | Afleveringen | Aantal          | Uitzenddatum                       |
| ------- | ------------ | --------------- | ---------------------------------- |
| 1       | 1 - 6        | 6 afleveringen  | 27 december 1998 - 31 januari 1999 |
| 2       | 7 - 19       | 13 afleveringen | 16 januari 2000 - 9 april 2000     |
| 3       | 20 - 32      | 13 afleveringen | 14 januari 2001 - 8 april 2001     |
| 4       | 33 - 45      | 13 afleveringen | 10 maart 2002 - 2 juni 2002        |

## Seizoen 1
| Nr. serie | Aflevering | Titel            |  |
| --- | ---------- | ---------------- |  |
| 1 | 1          | Geschorst        |  |
| Hugo Van Eyck, inspecteur van de Gerechtelijke Politie, wordt aangeklaagd door de drugsdealer en pooier Van Limburg, omdat hij een PV i.v.m. een drugsdeal vervalst heeft. Dit deed hij om zijn informante, een prostituee, te beschermen. Wanneer Hugo haar kan overtuigen om voor hem te getuigen, wordt ze met doorgesneden polsen in haar bad teruggevonden. Chris Hagedoorn is de advocate van Hugo. Hugo en Chris zijn ervan overtuigd dat Van Limburg de informante liet vermoorden. Gastacteurs: Tine Van Den Brande - Katelijne Verbeke - Marc Bober - Sally-Jane Van Horenbeeck - Jappe Claes - Jan Pauwels - Bert André - Kristine Van Pellicom |            |                  |  |
| 2 | 2          | Te Jong          |  |
| Wanneer de politie een huiszoeking uitvoert bij tiener Bjorn, wordt er gevaarlijke experimentele drugs gevonden. Deze blijken identiek aan de drugs die twee tieners op intensive care namen. Chris krijgt Bjorn voorlopig vrij in afwachting van zijn proces. Chris en Hugo verschillen sterk van mening over de zaak. Bjorn weigert om te bekennen voor welke dealer hij werkt. Dan sterft een van Bjorns klanten... Gastacteurs: Din Meysmans - Sam Bogaerts - Peter Gorissen - Caroline Maes - Marijke Pinoy - Erik Van Herreweghe - Stefan Perceval - Dirk Lavrysen - Peter Van De Velde |            |                  |  |
| 3 | 3          | De Zaak Ryckaert |  |
| John Ryckaert wil het volledige hoederecht over zijn dochter Lies bekomen, maar de rechter wijst het hoederecht toe aan zijn ex-vrouw Mieke. John krijgt bezoekrecht. Wanneer Lies bij hem is, besluit hij met haar te vluchten naar het buitenland. Wanneer Chris dit ontdekt probeert ze het meisje terug te halen. John slaat Chris bewusteloos. De pers heeft veel aandacht voor de zaak en beschuldigt Chris ervan te weten waar John en Lies ondergedoken zitten. Gastacteurs: Frank Focketyn - Lena Coenjaerts - Els Olaerts - Rudy Morren - George Arrendell - Kurt Vergult - Anke Helsen |            |                  |  |
| 4 | 4          | Dode Rambo       |  |
| Marc Vereeck wordt beschuldigd van de moord op zijn collega-burgerwacht. Marc sloeg hem ’s nachts thuis neer, omdat hij dacht dat het een indringer met een mes was. Voor de raadkamer pleit Chris zelfverdediging. Maar de procureur heeft sterke argumenten. Er is geen mes gevonden, en Marcs vrouw Mia, had een verhouding met het slachtoffer. Ondertussen ontdekt Hugo dat er met het alarm geknoeid werd. Gastacteurs: Elise Bundervoet - Peter Van Asbroeck - Wim Opbrouck - Karel Deruwe - Alain Van Goethem - Eric Van Herreweghe - Fred Van Kuyk |            |                  |  |
| 5 | 5          | Familiezaken     |  |
| Karen, het nichtje van Hugo, werd verkracht door haar baas Pickery. Om zich te wreken schrijft Karen haatmails op het internet. Wanneer Karen op kantoor weigert om een opdracht uit te voeren en haar baas fysiek aanvalt, wordt ze ontslagen. Hugo brengt Karen in contact met Chris. De rijkswacht houdt er rekening mee dat Karen de klacht kan ingediend hebben omwille van haar ontslag. Wanneer de dokter geen fysieke sporen van verkrachting kan vinden, besluiten Chris en Hugo Pickery op te zoeken. Gastacteurs: Tine Reymer - Gene Bervoets - Miek Van Bocxstaele - Sien Eggers - Bert Van Tichelen - Wim Willaert - Marc Peeters |            |                  |  |
| 6 | 6          | Mariska          |  |
| Bij de kinesist is Hugo getuige van de arrestatie van Sven, die wordt verdacht van de moord op zijn oud-werkgever. Hugo maakt kennis met Mariska, Svens dochter die een spierziekte heeft. Hugo vraagt Chris om Sven te verdedigen. Op de rechtszitting blijkt echter dat Svens vrouw hem een vals alibi gaf voor de moord. Chris wil Sven schuldig laten pleiten, maar Hugo is overtuigd van Svens onschuld. De weduwe van het slachtoffer verdenkt haar schoonzoon Cats van de moord. Voordat deze piste onderzocht kan worden, bekent Sven de moord. Hugo vermoedt dat Cats Sven betaald heeft voor een bekentenis, zodat de verzorging van Mariska kan betaald worden. Wanneer de vrouw van Sven plots veel geld heeft en Hugo en Chris getuige zijn van een ruzie tussen Cats en de vrouw van Sven, vallen alle puzzelstukjes in elkaar. Sven blijft echter volhouden dat hij de dader is. Gastacteurs: Lore Uyttendaele - Mieke De Groote - Peter De Graef - Lucas Van den Eynde - Koen Van Impe - Chris Boni - Yannick Thiry |            |                  |  |

## Seizoen 2
| Nr. serie | Aflevering | Titel                   |  |
| --- | ---------- | ----------------------- |  |
| 7 | 1          | Pentito                 |  |
| Rudy Nooteboom haalt zijn hoogzwangere Tsjetsjeense vriendin Raïsa weg bij een vrouwenhandelaar. Rudy en Raïsa willen trouwen, maar omdat Raïsa geen verblijfsvergunning heeft, weigert de gemeente de trouw. Chris besluit het koppel te helpen. Ze ontdekt echter dat Rudy zelf jarenlang meewerkte aan vrouwenhandel. Onderzoeksrechter Leopold eist dat Rudy zijn vroegere 'collega's' in de vrouwenhandel verklikt. Anders wordt Raïsa uitgewezen. Gastacteurs: Goele Derick - Wouter Van Lierde - Natalia Sikourskaia - Marc Van Eeghem - Marc Steemans - Tine Balder - Alice Toen - Nicky Langley - Jos Van Gorp |            |                         |  |
| 8 | 2          | Bankwezen               |  |
| Een bankbediende wordt verdacht als tipgever bij een overval. Chris verdedigt hem, maar twijfelt of de bankbediende wel zo onschuldig is als hij eruitziet. Gastacteurs: Marc Janssen - Hugo Danckaert - Hilde Breda - Valentijn Dhaenen - Jenne Decleir - Koen Van Impe |            |                         |  |
| 9 | 3          | Biechtgeheim            |  |
| Directeur Godderis betrapt een van zijn leerlingen, Thomas, terwijl hij pornoboekjes verkoopt aan zijn medestudenten. Wanneer Thomas geschorst wordt, beschuldigt hij zijn priester-leraar De Bruyne van pedofilie. Godderis vraagt hulp aan zijn oude vriend Paul Emile om de zaak uit de pers te houden. Chris neemt de verdediging van De Bruyne op zich. Gastacteurs: Tom Van Dyck - Nolle Versyp - Bob De Moor - Julienne De Bruyn - Lieve Cornelis |            |                         |  |
| 10 | 4          | Huisje, Tuintje, Kindje |  |
| In een nieuwbouwwijk zijn er heel wat medische problemen. Zo verliest Anita haar kindje bij de bevalling. Uit een bodemanalyse blijkt dat Anita’s villa gebouwd is op een illegale chemische stortplaats. Gabriël hoopt heel wat geld te verdienen aan een zaak i.v.m. de zwendel van paardensperma. Gastacteurs: Tom Van Dyck - Antje De Boeck - Kris Cuppens - Ron Cornet - Lucas Vandervorst - Gert Lahousse - Dirk Lavryssen - Ludo Hellinx - Johan Van Lierde - Koen Van Impe |            |                         |  |
| 11 | 5          | Soft/Hard               |  |
| Bij Guillaume Desmet, een zeer talentvolle tekenaar, wordt een grote hoeveelheid hasj en heroïne gevonden. Hij wordt aangehouden en moet enkele maanden in voorhechtenis blijven. Gastacteurs: Tom Van Dyck - Pieter Embrechts - Natali Broods - Frieda Pittoors - Rik Van Uffelen - Daan Hugaert - Daniel Van Avermaet - Stijn Cole - Irene Vervliet - Titus De Voogdt |            |                         |  |
| 12 | 6          | Lichter Dan Lucht       |  |
| Wout stelt Chris voor als advocate aan een vriend uit de golfclub die werd opgelicht. Hugo hekel aan Wout en zijn vrienden. En wil duidelijk maken aan Chris dat ze niet te vertrouwen zijn. Zo brengt hij haar zaak echter in gevaar. Luc moet pro Deo een verkrachter verdedigen en slaat de hele rechtszaal met verstomming. Gastacteurs: Tom Van Dyck - Steven Van Watermeulen |            |                         |  |
| 13 | 7          | Illegaal                |  |
| Anna is met haar zoon Simon van Rwanda naar België gevlucht. De reis blijkt een helse lijdensweg geweest te zijn. Anna hoopt in België een nieuw leven op te bouwen met haar man Désiré Mageza, die enkele jaren geleden al naar België gevlucht is en hier al vele jaren woont. Désiré lijkt echter spoorlos verdwenen. Gastacteurs: Tom Van Dyck - Carole Karemera - Francois Beukelaers - Bode Owa - Katrien De Becker - Paul Wuyts |            |                         |  |
| 14 | 8          | Vuur                    |  |
| Chris verdedigt een pyromaan die schuldig is aan meerdere branden op een camping, waarbij een vrouw levend is verbrand. De zaak blijkt echter niet zo eenvoudig. Haar aanklager blijkt een gevreesd advocaat, Paul Emile is het niet eens met haar verdediging en haar cliënt wil niet praten. Gabriel laat de echtgenoot van een vriendin betrappen op overspel, maar dat blijft niet zonder gevolg. Gastacteurs: Tom Van Dyck - Warre Borgmans - Mathias Sercu - Jaak Van Assche - Wim Danckaert - Greta Van Langendonck - Jos Geens - Veerle Eyckermans - Aza Declercq                                               |            |                         |  |
| 15 | 9          | Stalker                 |  |
| Ilse wordt al enkele jaren gestalkt door haar ex-man Jan. Ze denkt dat hij haar wil vermoorden en komt amper buiten. Jan zorgt er echter voor dat hij de wet niet overtreedt. Gabriel is Ilses advocaat, maar wil de zaak doorgeven aan Chris. Chris ontdekt al snel dat je een stalker niet zo gemakkelijk van je afschudt. Gastacteurs: Sophie Derijcke - Dirk Tuypens - Roger Van Kerpel - Marilou Mermans - Nicole Van Der Veken |            |                         |  |
| 16 | 10         | Schedelinhoud           |  |
| Na een zwaar ongeval is Carolien verlamd. Na een niet-noodzakelijke operatie wordt ze ook nog eens blind. Chris verdedigt Carolien en haar man. Luc steekt al zijn energie in de verdediging van een dakloze. Gastacteurs: Hans De Munter - Peter Van Den Eede - Anke Helsen - Yannick Thiry - Aime Anthoni |            |                         |  |
| 17 | 11         | De Rietdekkers          |  |
| Albert Rietdekker, een Nederlandse topindustrieel die in België woont, wordt ontvoerd. Zijn vrouw en kinderen besluiten het losgeld te betalen en schakelen de politie niet in. Laetitia, de oudste dochter van Rietdekker heeft een verhouding met Gabriel en vraagt hem om de familie bij te staan bij de onderhandelingen met de ontvoerders. Gabriel zet daarbij zijn hele carrière op het spel. Gastacteurs: Sien Diels - Simone Milsdochter - Marieke Korst - Bas Heerkens - Bert Champagne - Walter Van De Velde                                                                                                 |            |                         |  |
| 18 | 12         | Prima Donna             |  |
| Het zestienjarig escortmeisje Billy wordt door de politie ondergebracht in een instelling. Chris bereidt haar cliënte voor op de jeugdrechtbank. Billys pooier Jacco komt haar 's nachts echter terughalen uit de instelling. Ze gaat terug aan het werk gaat in een anoniem appartement. Chris en Hugo proberen Billy terug te halen op vraag van haar moeder. Gastacteurs: Liesbeth Adriaenssens - Ilse Uitterlinden - Werner De Smedt - Marijke Pinoy - Jan Bijvoet |            |                         |  |
| 19 | 13         | Vuil                    |  |
| De Gerechtelijke Politie verdenkt Stanny ervan om informatie door te geven aan een bende. Chris en Hugo proberen om Stanny vrij te pleiten, maar ontdekken steeds meer bezwarende feiten tegen hem. Dan blijkt dat Stanny in het kanaal gereden is. Gabriel krijgt zijn zus over de vloer, waarmee hij al 10 jaar ruzie heeft. Zijn vader is ernstig ziek. Gastacteurs: Jan Bijvoet - Jappe Claes - Hilde Uitterlinden - Karlijn Sileghem - Raymond Bossaerts - Anne Denolf - Horst Mentzel |            |                         |  |

## Seizoen 3
| Nr. serie | Aflevering | Titel                 |  |
| --- | ---------- | --------------------- |  |
| 20 | 1          | Voorwaardelijk        |  |
| Dennis Moerman komt na 7 jaar voorwaardelijk vrij. Hij was veroordeeld tot 12 jaar wegens de moord op de man van zijn minnares Esther Broos. Zij eist als bijkomende voorwaarde een benaderingsverbod voor Dennis. Dennis zoekt Esther echter op en verwijt haar hem de gevangenis te hebben ingepraat. Esther wil Dennis opnieuw laten veroordelen. Hij dreigt echter met een video waarop de waarheid over de feiten staat. Gastacteurs: Koen De Bouw - Hilde Van Mieghem - Frans Van der Aa |            |                       |  |
| 21 | 2          | Beschermingsfactor 15 |  |
| Sandrine, een vriendin van Chris, en haar man Bert openen een suikerbonenzaak. Bij de opening worden ze benaderd door een Albanees die een maandelijkse som geld eist in ruil voor 'bescherming'. Sandrine en Bert weigeren te betalen en ze worden geteisterd door pesterijen. Chris achterhaalt dat alle handelaars in de straat de Albanees betalen. Ze anderen weigeren echter te getuigen in de rechtbank, behalve Hilda Branders. De volgende dag wordt Hilda dood aangetroffen in haar winkel... Gastacteurs: Katrien De Becker - Bert Cosemans - Goele Derick - Chris Thys                                                   |            |                       |  |
| 22 | 3          | Verloren Weekend      |  |
| Jos Peeters is ervan overtuigd dat zijn dochter van 10 een carrière als model tegemoet gaat. Wanneer het meisje een grote shoot in het buitenland mag doen, wordt aan Chris gevraagd om een contract op te stellen. Het kind blijkt echter niet enthousiast te zijn over de opdracht. Enkele dagen later wordt ze dood aangetroffen. Het blijkt om moord te gaan. Alle verdenkingen zijn meteen op Jos gericht. Hij bekent zelfs. Chris gelooft Jos echter niet. Gastacteurs: Jos Van Geel - Jonas Van Geel - Karin Tanghe - Ella Leyers - Goele Derick - Yannick Thiry - Hans Van Cauwenberghe - Kalina Malehounova - Phaedra Hoste |            |                       |  |
| 23 | 4          | Jan Zonder Kleren     |  |
| Frank Plaatsnijder protesteert tegen de sluiting van het textielbedrijf waar hij werkt, zonder kleren. Al snel is hij het mediagezicht van de campagne. De directie klaagt Frank echter aan wegens smaad. De vakbond neemt Chris als advocaat. Frank moet stoppen met zijn acties, maar blijft negatieve boodschappen rondstrooien. Als de sluiting definitief blijkt, reageert Frank uitzinnig. Gastacteurs: Jakob Beks - Marijke Pinoy - Steve Geerts - Peter Rouffaer - Luk De Koninck - Marc Peeters - Herbert Bruynseels |            |                       |  |
| 24 | 5          | Haat                  |  |
| Nadat neonazi Scherpenberg in het wilde weg mensen doorschiet op straat, neemt Chris de verdediging van Jasmine, de vrouw van een van de slachtoffers op zich. Dankzij de hulp van enkele kompanen kan Scherpenberg ontsnappen uit de gevangenis. Ze nemen Chris en onderzoeksrechter Leopold mee als gijzelaars. Deze laatste wordt doodgeschoten, terwijl Chris wordt meegenomen door de mannen. Deze willen, aangestuurd door hun leider, hun missie om vreemdelingen uit te roeien verderzetten. Gastacteurs: Tom Van Bauwel - Tania Poppe - Goele Derick - Senne Rouffaer - Wim Stevens - Koen Van Impe                         |            |                       |  |
| 25 | 6          | Liefde                |  |
| Hugo probeert Chris op te sporen. Chris wordt echter nog steeds gegijzeld door de neonazi's, die hun plannen verder uitwerken. Gastacteurs: Tom Van Bauwel - Tania Poppe - Goele Derick - Senne Rouffaer - Wim Stevens - Koen Van Impe |            |                       |  |
| 26 | 7          | Dochterlief           |  |
| Bakker Paul Kreus en zijn echtgenote willen hun verslaafde dochter Ini laten colloqueren. De psychologe van Ini vindt dit echter niet noodzakelijk. Na een nieuwe kans hervalt Ini. Paul en zijn vrouw willen nu doorzetten. In de rechtbank beweert de psychologe echter dat het probleem van Ini ontstaan is door een gebrek aan aandacht van haar ouders. Ook zijn er aanwijzingen dat Paul gewelddadig is tegenover zijn dochter. Hierop doet Paul een schokkende bekentenis. Gastacteurs: Ron Cornet - Gert Portael - Vanya Wellens - Kurt Vandendriessche - Ann Ceurvels - Anke Helsen - Yannick Thiry                         |            |                       |  |
| 27 | 8          | Verliezen Is Doodgaan |  |
| Basketbalspeler Bob is de topper van zijn ploeg. Mentaal staat hij nog sterk, maar zijn fysiek gaat achteruit. Tijdens een belangrijke wedstrijd mist Bob drie strafworpen. Niemand gelooft dat hij dit onopzettelijk deed. Al snel wordt hij van omkoperij beschuldigd en moet hij zich verantwoorden voor de tuchtcommissie. Chris Haagdoorn verdedigt hem. Dankzij Chris mag Bob opnieuw meespelen. De club rekent op hem om de titel binnen te halen. Gastacteurs: Karel Deruwe - Geert Van Rampelberg - Hubert Damen - Pol Goossen - Rikkert Van Dijck                                                                          |            |                       |  |
| 28 | 9          | De Chauffeur          |  |
| Helen, een Zuid-Afrikaanse studente, wordt 's nachts langs een verlaten weg aangereden. Helen belandt in coma. In het ziekenhuis bekent Yvan De Smalle aan Chris dat hij de dader is van de aanrijding. De Smalle blijkt echter de chauffeur van politicus Geert Defreyne. Die wil de zaak in der minne regelen. Gastacteurs: Hilde De Baerdemaeker - Gerd De Ley - Mark Vandenbos - Katelijne Verbeke |            |                       |  |
| 29 | 10         | W.I.L.                |  |
| Sara Aerts, erfgename van een verfgroothandel, verlaat haar man Joris en neemt haar intrek in het huis van de vereniging W.I.L. (Wegen naar inzicht en liefde). Volgens Joris is Sara volledig in de ban van sekteleider Joseph Marais. Hij zoekt hulp bij Chris Haagdoorn. Marais ontkent een sekteleider te zijn. Alle bewoners van het W.I.L.-huis zijn er vrijwillig. Hugo Van Eyck gaat undercover bij W.I.L. en verzamelt zo heel wat bezwarend materiaal tegen Marais. Gastacteurs: Sandrine André - Johan Heldenbergh - Gunther Lesage                                                                                       |            |                       |  |
| 30 | 11         | Quartier Chaud        |  |
| Tommy en Axel zijn boezemvrienden en restaureerden samen een Volkswagen kever. Hiermee willen ze naar een VW-jamboree rijden in Berlijn. Tommy wordt echter opgepakt voor ordeverstoring nadat hij te luidruchtig rondtoerde met de kever. Commissaris Hermans verdenkt Tommy ervan om lid te zijn van een straatbende. De rechter spreekt Tommy echter vrij. Wanneer een oudere vrouw op straat beroofd wordt, is Tommy meteen de hoofdverdachte. Gastacteurs: Stijn Van Opstal - Wouter Hendrickx - Maarten Bosmans |            |                       |  |
| 31 | 12         | De Jacht (deel 1)     |  |
| Vijfentwintig jaar geleden werd Daniël Huysmans schuldig bevonden aan een reeks rituele moorden. Hij is als gevaarlijk psychopaat geïnterneerd in een instelling. Daniël klaagt bij Chris omdat hij geen muziek mag beluisteren. Stanny leidt het onderzoek naar de moord op twee jonge vrouwen in een bos. De modus operandi lijkt dezelfde als deze van Huysmans. Hij kan de dader echter niet zijn. Stroper Fonny wordt al snel de hoofdverdachte. Gastacteurs: Daan Hugaert - Ingrid De Vos - Frank Van Erum - Catherine Kools                                                                                                   |            |                       |  |
| 32 | 13         | De Jacht (deel 2)     |  |
| Stroper Fonny blijkt onschuldig. Opnieuw valt er een slachtoffer, een jongen die op zijn jachthoorn oefende in het bos. Stanny en Hugo volgen Jonathan, een jongen die in de buurt woont en het bos goed kent. Jonathan wordt echter het vierde slachtoffer. Stanny wil een DNA-onderzoek. Het DNA van de dader blijkt identiek aan dat van Huysmans. Gastacteurs: Daan Hugaert - Ingrid De Vos - Frank Van Erum - Catherine Kools |            |                       |  |

## Seizoen 4
| Nr. serie | Aflevering | Titel           |  |
| --- | ---------- | --------------- |  |
| 33 | 1          | Adel Verplicht  |  |
| Een jongen wordt op straat gevonden met een grote, dichtgenaaide wonde. Substituut d'Oudenbach doet opvallend weinig moeite om de zaak te onderzoeken. Gastacteurs: Bob De Moor - Johan Van Lierde - Tania Poppe |            |                 |  |
| 34 | 2          | Geduld          |  |
| Na jaren van zware mishandeling slaat Mireille haar man dood met een hamer. Ze beweert dat hij gedronken had, hun zoon had geslagen en haar dwong tot seks. Zoon Maarten bevestigt haar verhaal. Chris is ervan overtuigd dat Mireille een milde straf zal krijgen. Luc vindt haar verhaal echter te gedetailleerd om geloofwaardig te zijn. Gastacteurs: Ides Meire - Mieke De Groote - Hans De Munter - Michael Pas                                                                                          |            |                 |  |
| 35 | 3          | Broers          |  |
| Wanneer Henk Molenaar een huis binnensluipt om de autosleutels te stelen, betrapt de bewoner hem. De bewoner houdt de ongewapende dief onder schot. Wanneer hij probeert te vluchten, schiet de bewoner hem door het hoofd. Hij zal voor altijd gehandicapt zijn. Zijn broer Stef, advocaat, zint op wraak. Chris probeert Stef te kalmeren en biedt hem een plaats als stagiair aan bij Leducq en partners. Gastacteurs: Manou Kersting - Stijn Van Opstal - Jaak Van Assche - Frans Van Der Aa - Anke Helsen |            |                 |  |
| 36 | 4          | Tortelduiven    |  |
| De eerlijke arbeider Pierre wordt door zijn echtgenote vernederd en bedrogen. Ze gooit hem op straat. Louise dwingt Chris om Pierre te helpen. Gastacteurs: Kurt Defrancq - Hilt De Vos |            |                 |  |
| 37 | 5          | Goed Verhaal    |  |
| Steven Daelman voert als journalist onderzoek naar een gevaarlijke lading gif. De overheid wil de zaak afhandelen buiten de aandacht en de handelaar opsporen. Daelman wil zijn informatie echter niet prijsgeven. Chris verdedigt hem. Gastacteurs: Filip Jordens - Dirk Celis - Koen Van Impe |            |                 |  |
| 38 | 6          | Rode Kaart      |  |
| Topvoetballer Justin Okiko wordt door een meisje beschuldigd van verkrachting. Chris verdedigt hem. Hij ontkent alles, maar er zijn veel bewijzen tegen hem. Hierdoor twijfelt Chris aan zijn onschuld. Gastacteurs: Edwin Jonker - Hilde De Baerdemaeker - Hubert Damen - Mout Uyttersprot - Carl Huybrechts - Werner Lefevre |            |                 |  |
| 39 | 7          | Maten           |  |
| Na een missie in Kosovo bekent Danny Verelst, een paracommando, dat hij twee 'terroristen' heeft neergeschoten die hem bedreigend overkwamen. Zijn collega-para's bevestigen het verhaal. Chris voelt, als advocaat van Danny, dat hij iets verzwijgt. Gastacteurs: Geert Van Rampelberg - Koen De Graeve - Koen Monserez - Axel Daeseleire |            |                 |  |
| 40 | 8          | Lijk In De Kast |  |
| Professor Penne, een kennis van Paul Emile wordt beschuldigd van mishandeling door een callgirl. Penne eist dat Chris hem verdedigt. Paul Emile ontdekte 20 jaar geleden een grootschalige fraude door Pennee, zijn partner Tijsmans. Paul Emile pleitte Penne toen vrij. Tijsmans pleegde echter zelfmoord uit angst en schuldgevoel. Gastacteurs: Ugo Prinsen - Kristine Van Pellicom - Marijke Pinoy |            |                 |  |
| 41 | 9          | Schoolslag      |  |
| Lydia is al jaren leerkracht. De afgelopen tijd wordt ze echter gepest. Lydia is zeker van de dader, haar collega Steffi, maar niemand gelooft haar. Wanneer Lydia Steffi een klap in het gezicht geeft, verdedigt Chris haar. Lydia blijft het slachtoffer van pesterijen. Tot de zaak uit de hand loopt. Gastacteurs: Chris Lomme - Jits Van Belle - Marc Van Eeghem - Marc Stroobants |            |                 |  |
| 42 | 10         | Nachtvlucht     |  |
| Greet Nachtegaele, zus Els en vriendin Kaat werken samen als prostituees in een kalme woonwijk. Els wordt vermoord teruggevonden in de tuin. Gestenigd. Chris wordt ingeschakeld als burgerlijke partij. Gastacteurs: Inge Van Olmen - Maarten Claeyssens - Gerdy Swennen - Karlijn Sileghem - Jos Geens - Rudi Morren - Wine Dierickx |            |                 |  |
| 43 | 11         | Pro Deo         |  |
| Koen en zijn vriendin Eva worden beschuldigd van de moord op een man in een benzinestation. Chris gelooft in hun onschuld. De dochter van het slachtoffer heeft echter enkele sterke bewijzen tegen Koen en Eva. Hugo heeft een idee van de echte dader, maar heet geen bewijzen. Koen wordt veroordeeld nadat Eva hem overtuigde om Chris in te ruilen voor pro-Deoadvocate Katrijn Denecker. Gastacteurs: Sofie Decleir - Brenda Bertin - Peter De Graef                                                     |            |                 |  |
| 44 | 12         | Onderwereld     |  |
| Chris wil de veroordeling van Koen laten nietig verklaren. Hugo en Stanny onderzoeken de moord op een oud-collega bij de politie. Hugo gaat undercover bij de bende waarvoor de collega mogelijk werkte. Chris helpt Jochen Claeys, een producent van computersoftware die bedreigd wordt door een misdaadorganisatie en hierdoor zijn aandelen sterk ziet dalen. Gastacteurs: Hilde Heijnen - Dirk Tuypens - Kurt Van Eeghem - Gunther Lesage                                                                 |            |                 |  |
| 45 | 13         | Bovenwereld     |  |
| Céline, de dochter van Jochen, wordt ontvoerd. De daders willen haar ruilen voor geheime software. Chris moet de cd-rom met de software overhandigen, onder begeleiding van de politie. Die raken Chris echter kwijt. De zaken van Chris en Hugo blijken sterk aan elkaar gelinkt. Gastacteurs: Hilde Heijnen - Dirk Tuypens - Kurt Van Eeghem - Gunther Lesage |            |                 |  |